# Fartygsvärncenter
Ett fartygsvärncenter eller fartygsvärncentrum är en plats för reparation och omhändertagande av traditionsfartyg och andra typer av äldre fartyg och båtar.
Modellen och begreppet kommer från Norge, där fartøyvernsenter började byggas upp på frivillig basis under 1960- och 70-talen, efter oro från allmänheten kring att det maritima kulturarvet höll på att förfalla eller försvinna. Sedan 1996 är modellen statligt sanktionerad, och  kulturbidrag  utgår sedan dess till de tre nationella fartøyvernsenter som finns i Norge.
Längs den norska kusten finns även ett antal mindre fartøyvernsenter, dit traditionsbåtar kan vända sig för rådgivning och reparation. Modellen har fått resultatet att det norska beståndet av traditionsbåtar i dagsläget[när?] är i bättre skick än det svenska.
Idén har under 2000-talet även spridit sig till Sverige, där de första svenska fartygsvärncentren är under uppbyggnad på Beckholmen i Stockholm och i Forsviks bruk vid Vättern. Även i Göteborg finns planer på ett fartygsvärncenter.